# Società Podistica Lazio 1924-1925
Questa voce raccoglie le informazioni riguardanti la Società Podistica Lazio nelle competizioni ufficiali della stagione 1924-1925.

## Stagione
La Lazio nel campionato di Prima Divisione 1924-1925 si classifica al secondo posto nel girone laziale della Lega Sud con 11 punti dietro alla Alba Roma, entrambe qualificate alle semifinali; Nel girone A delle semifinali si classifica al primo posto con 8 punti, a pari merito con l'Anconitana. Nello spareggio disputato a Napoli perde per 1-0 l'accesso alla finale di lega.

## Organigramma societario
Area direttiva
- Presidente: Giorgio Guglielmi

Area tecnica
- Allenatore: Dezső Kőszegi

## Rosa
| N. |                     | Ruolo | Calciatore                 |
| -- | ------------------- | ----- | -------------------------- |
|    | Italia (bandiera)   | P     | Remo Alessandri            |
|    | Italia (bandiera)   | P     | Ezio Sclavi                |
|    | Italia (bandiera)   | D     | Domenico Cella II          |
|    | Italia (bandiera)   | D     | Ugo Dosio                  |
|    | Italia (bandiera)   | D     | Bruno Finesi               |
|    | Italia (bandiera)   | D     | Enrico La Macchia          |
|    | Italia (bandiera)   | D     | Giovanni Battista Lapi     |
|    | Italia (bandiera)   | D     | Pietro Morselli            |
|    | Italia (bandiera)   | D     | Augusto Parboni (capitano) |
|    | Italia (bandiera)   | D     | Igino Peroni               |
|    | Italia (bandiera)   | D     | Luigi Saraceni II          |
|    | Italia (bandiera)   | C     | Attilio Baldacci I         |
|    | Italia (bandiera)   | C     | Egidio De Franceschi       |
|    | Italia (bandiera)   | C     | Giovanni Fiorini           |
|    | Ungheria (bandiera) | C     | Kőszegi II                 |
|    | Italia (bandiera)   | C     | Pio Maneschi               |
|    | Italia (bandiera)   | C     | Cesare Mariani             |

| N. |                           | Ruolo | Calciatore        |
| -- | ------------------------- | ----- | ----------------- |
|    | Italia (bandiera)         | C     | Carlo Nesi        |
|    | Italia (bandiera)         | C     | Odoacre Pardini   |
|    | Italia (bandiera)         | C     | Pellizza          |
|    | Italia (bandiera)         | A     | Rodolfo Astrologo |
|    | Italia (bandiera)         | A     | Fulvio Bernardini |
|    | Italia (bandiera)         | A     | Alfredo Cattaneo  |
|    | Italia (bandiera)         | A     | Alfredo Cella I   |
|    | Italia (bandiera)         | A     | Dante Filippi     |
|    | Italia (bandiera)         | A     | Aldo Fraschetti   |
|    | Cecoslovacchia (bandiera) | A     | Alessandro Jokl   |
|    | Italia (bandiera)         | A     | Giorgio Okely I   |
|    | Italia (bandiera)         | A     | Gino Ottier       |
|    | Italia (bandiera)         | A     | Guido Perroni     |
|    | Italia (bandiera)         | A     | Ruggeri           |
|    | Italia (bandiera)         | A     | Alessandro Varini |
|    | Italia (bandiera)         | A     | Antonio Vojak     |

## Risultati

### Prima Divisione

#### Lega Sud – Sezione laziale

##### Girone di andata
| Arbitro: | Dani (Genova) |

|                               |           |                   |
| Fraschetti 44’ Bernardini 65’ | Marcatori | 32’, 45’ Scioscia |

| 23 novembre 1924 2ª giornata |  | – Riposo |  |  |

| Arbitro: | Reichlin (Napoli) |

|                                      |           |  |
| Bianchi I 44’, 88’ De Franceschi 46’ | Marcatori |  |

| Arbitro: | Caroncini (Roma) |

|                                  |           |  |
| Bernardini ?’, ?’ Saraceni II ?’ | Marcatori |  |

| Arbitro: | Barra (Napoli) |

|                                                               |           |  |
| Bernardini 25’ (rig.), 40’, 44’, 52’ Pardini 66’ Cattaneo 73’ | Marcatori |  |

##### Girone di ritorno
| Arbitro: | Gama (Milano) |

|                           |           |  |
| Degni 38’, 62’ Ziroli 80’ | Marcatori |  |

| 11 gennaio 1925 7ª giornata |  | – Riposo |  |  |

| Arbitro: | Cugnini (Ancona) |

|                                      |           |  |
| Vojak 65’ Bernardini 69’ Filippi 79’ | Marcatori |  |

| Arbitro: | Grossi (Milano) |

|  |           |                             |
|  | Marcatori | 50’ (aut.) ? 65’, 75’ Vojak |

| Roma 8 febbraio 1925 10ª giornata                                                           | Audace Roma | 2 – 3                                | Lazio |  |
| \| \| \| \| \| Brocchi ?’ Vonau 49’ \| Marcatori \| 42’ Vojak 65’ (rig.), 84’ Bernardini \| |             |                                      |       |  |
|                                                                                             |             |                                      |       |  |
| Brocchi ?’ Vonau 49’                                                                        | Marcatori   | 42’ Vojak 65’ (rig.), 84’ Bernardini |       |  |

#### Lega Sud – Semifinali interregionali

##### Girone di andata
| Arbitro: | Senes (Napoli) |

|                        |           |           |
| Panzone 11’ Bakony 88’ | Marcatori | 87’ Vojak |

| Arbitro: | Argento (Napoli) |

|             |           |  |
| Filippi 34’ | Marcatori |  |

| Arbitro: | Gasperini |

|  |           |                               |
|  | Marcatori | 51’ Bernardini 81’ Fraschetti |

##### Girone di ritorno
| Arbitro: | Senes (Napoli) |

|                                                   |           |                             |
| Bernardini 7’, 13’, 62’ Vojak 29’, 70’ Ottier 45’ | Marcatori | 22’, 48’ Bakony 87’ Tenenti |

| Arbitro: | Gaetano Del Pezzo (Napoli) |

|                          |           |                                 |
| Bertucci 27’ Cazzato 65’ | Marcatori | 71’ (rig.) Bernardini 83’ Vojak |

| Arbitro: | Gasperini |

|             |           |             |
| Pardini 71’ | Marcatori | 17’ Szemery |

##### Spareggio di qualificazione alla finale
| Arbitro: | Mollichelli (Napoli) |

|            |           |  |
| Bakony 16’ | Marcatori |  |

## Statistiche

### Statistiche di squadra
| Competizione             | Punti | In casa | In casa | In casa | In casa | In casa | In casa | In trasferta | In trasferta | In trasferta | In trasferta | In trasferta | In trasferta | Totale | Totale | Totale | Totale | Totale | Totale | DR  |
| Competizione             | Punti | G       | V       | N       | P       | Gf      | Gs      | G            | V            | N            | P            | Gf           | Gs           | G      | V      | N      | P      | Gf     | Gs     | DR  |
| ------------------------ | ----- | ------- | ------- | ------- | ------- | ------- | ------- | ------------ | ------------ | ------------ | ------------ | ------------ | ------------ | ------ | ------ | ------ | ------ | ------ | ------ | --- |
| Prima Divisione          | 19    | 7       | 5       | 2       | 0       | 22      | 6       | 8            | 3            | 1            | 4            | 11           | 13           | 15     | 8      | 3      | 4      | 33     | 19     | +14 |
| Spareggio Qualificazione |       | 0       | 0       | 0       | 0       | 0       | 0       | 1            | 0            | 0            | 1            | 0            | 1            | 1      | 0      | 0      | 1      | 0      | 1      | -1  |
| Totale                   |       | 7       | 5       | 2       | 0       | 22      | 6       | 9            | 3            | 1            | 5            | 11           | 14           | 16     | 8      | 3      | 5      | 33     | 20     | +13 |